# Alta Burasca
Alta Burasca är en bergstopp i Schweiz. Den ligger i distriktet Moesa och kantonen Graubünden, i den sydöstra delen av landet, 150 km öster om huvudstaden Bern. Toppen på Alta Burasca är 2 633 meter över havet.